# Nicolas Kiesa
Nicolas Kiesa (* 3. März 1978 in Kopenhagen) ist ein ehemaliger dänischer Automobilrennfahrer.

## Karriere
1990 und 1991 wurde er dänischer Kart-Meister. 1992 errang er den zweiten Platz in der Kart-Weltmeisterschaft. 1993 fuhr in der Kart-Europameisterschaft und der dänischen Kart-Meisterschaft, in der er Vizemeister wurde. 1994 fuhr er in der Kart-Europameisterschaft. 1994 und 1995 wurde Kiesa Sieger der Viking Kart Trophy, 1996 dänischer Kart-Meister, skandinavischer Kart-Meister, Vizemeister der Kart-Weltmeisterschaft und Vierter in der Kart-Europameisterschaft.
1998 wurde er auf Anhieb Dritter in der britischen Formel-Ford-Meisterschaft und beim Formel-Ford-Festival. 1999 wurde Nicolas Kiesa britischer Formel-Ford-Meister, Dritter der Formel-Ford-Europameisterschaft und Vierter beim Formel-Ford-Festival. Im Jahr 2000 wurde er Sechster in der britischen Formel-Ford-Meisterschaft. 2001 fuhr er in der britischen und der deutschen Formel-3-Meisterschaft. 2002 wurde er Zwölfter in der Formel 3000. 2003 fuhr er in der Formel 3000, gewann das Rennen in Monaco und hatte fünf Einsätze in der Formel 1 bei Minardi. 2004 war er Pilot eines Formel-1-Zweisitzers.
2005 war er Formel-1-Testfahrer bei Jordan Grand Prix. 2006 wurde er Dritter in der GT1-Klasse beim 12-Stunden-Rennen von Sebring und fuhr für Audi in der DTM. Mit Ende der Saison 2007 beendete er seine Fahrerkarriere. Kiesa wohnt in Hemel Hempstead und Zürich.

## Statistik

### Karrierestationen
| - 1990–1997: Kartsport - 1998: Britische Formel Ford (Platz 3) - 1999: Britische Formel Ford (Meister) | - 2000: Britische Formel 3 (Platz 3) - 2001: Britische Formel 3 - 2002: Formel 3000 (Platz 12) | - 2003: Formel 3000 - 2003: Formel 1 (Platz 23) - 2005: Formel 1 (Testfahrer) |

### Statistik in der Formel-1-Weltmeisterschaft

#### Gesamtübersicht
| Saison | Team            | Chassis      | Motor                 | Rennen | Siege | Zweiter | Dritter | Poles | schn. Rennrunden | Punkte | WM-Pos. |
| ------ | --------------- | ------------ | --------------------- | ------ | ----- | ------- | ------- | ----- | ---------------- | ------ | ------- |
| 2003   | Minardi F1 Team | Minardi PS03 | Ford Cosworth 3.0 V10 | 5      | –     | –       | –       | –     | –                | –      | 23.     |
| Gesamt | Gesamt          | Gesamt       | Gesamt                | 5      | –     | –       | –       | –     | –                | –      |         |

#### Einzelergebnisse
| Saison | 1 | 2 | 3 | 4 | 5 | 6 | 7 | 8 | 9 | 10 | 11 | 12 | 13 | 14 | 15 | 16 |
| ------ | - | - | - | - | - | - | - | - | - | -- | -- | -- | -- | -- | -- | -- |
| 2003   |   |   |   |   |   |   |   |   |   |    |    |    |    |    |    |    |
|        |   |   |   |   |   |   |   |   |   |    | 12 | 13 | 12 | 11 | 16 |    |

| Legende  | Legende            | Legende                                                          |
| Farbe    | Abkürzung          | Bedeutung                                                        |
| -------- | ------------------ | ---------------------------------------------------------------- |
| Gold     | –                  | Sieg                                                             |
| Silber   | –                  | 2. Platz                                                         |
| Bronze   | –                  | 3. Platz                                                         |
| Grün     | –                  | Platzierung in den Punkten                                       |
| Blau     | –                  | Klassifiziert außerhalb der Punkteränge                          |
| Violett  | DNF                | Rennen nicht beendet (did not finish)                            |
| Violett  | NC                 | nicht klassifiziert (not classified)                             |
| Rot      | DNQ                | nicht qualifiziert (did not qualify)                             |
| Rot      | DNPQ               | in Vorqualifikation gescheitert (did not pre-qualify)            |
| Schwarz  | DSQ                | disqualifiziert (disqualified)                                   |
| Weiß     | DNS                | nicht am Start (did not start)                                   |
| Weiß     | WD                 | zurückgezogen (withdrawn)                                        |
| Hellblau | PO                 | nur am Training teilgenommen (practiced only)                    |
| Hellblau | TD                 | Freitags-Testfahrer (test driver)                                |
| ohne     | DNP                | nicht am Training teilgenommen (did not practice)                |
| ohne     | INJ                | verletzt oder krank (injured)                                    |
| ohne     | EX                 | ausgeschlossen (excluded)                                        |
| ohne     | DNA                | nicht erschienen (did not arrive)                                |
| ohne     | C                  | Rennen abgesagt (cancelled)                                      |
| ohne     | keine WM-Teilnahme |                                                                  |
| sonstige | P/fett             | Pole-Position                                                    |
| sonstige | 1/2/3/4/5/6/7/8    | Punktplatzierung im Sprint-/Qualifikationsrennen                 |
| sonstige | SR/kursiv          | Schnellste Rennrunde                                             |
| sonstige | *                  | nicht im Ziel, aufgrund der zurückgelegten Distanz aber gewertet |
| sonstige | ()                 | Streichresultate                                                 |
| sonstige | unterstrichen      | Führender in der Gesamtwertung                                   |

### Le-Mans-Ergebnisse
| Jahr | Team                | Fahrzeug                | Teamkollege     | Teamkollege | Platzierung | Ausfallgrund |
| ---- | ------------------- | ----------------------- | --------------- | ----------- | ----------- | ------------ |
| 2006 | Lister Storm Racing | Lister Storm LMP Hybrid | Gavin Pickering | Jens Møller | Ausfall     | Unfall       |

### Sebring-Ergebnisse
| Jahr | Team                | Fahrzeug          | Teamkollege | Teamkollege   | Platzierung | Ausfallgrund |
| ---- | ------------------- | ----------------- | ----------- | ------------- | ----------- | ------------ |
| 2006 | Aston Martin Racing | Aston Martin DBR9 | Tomáš Enge  | Darren Turner | Rang 6      |              |